# Moira Dunbar

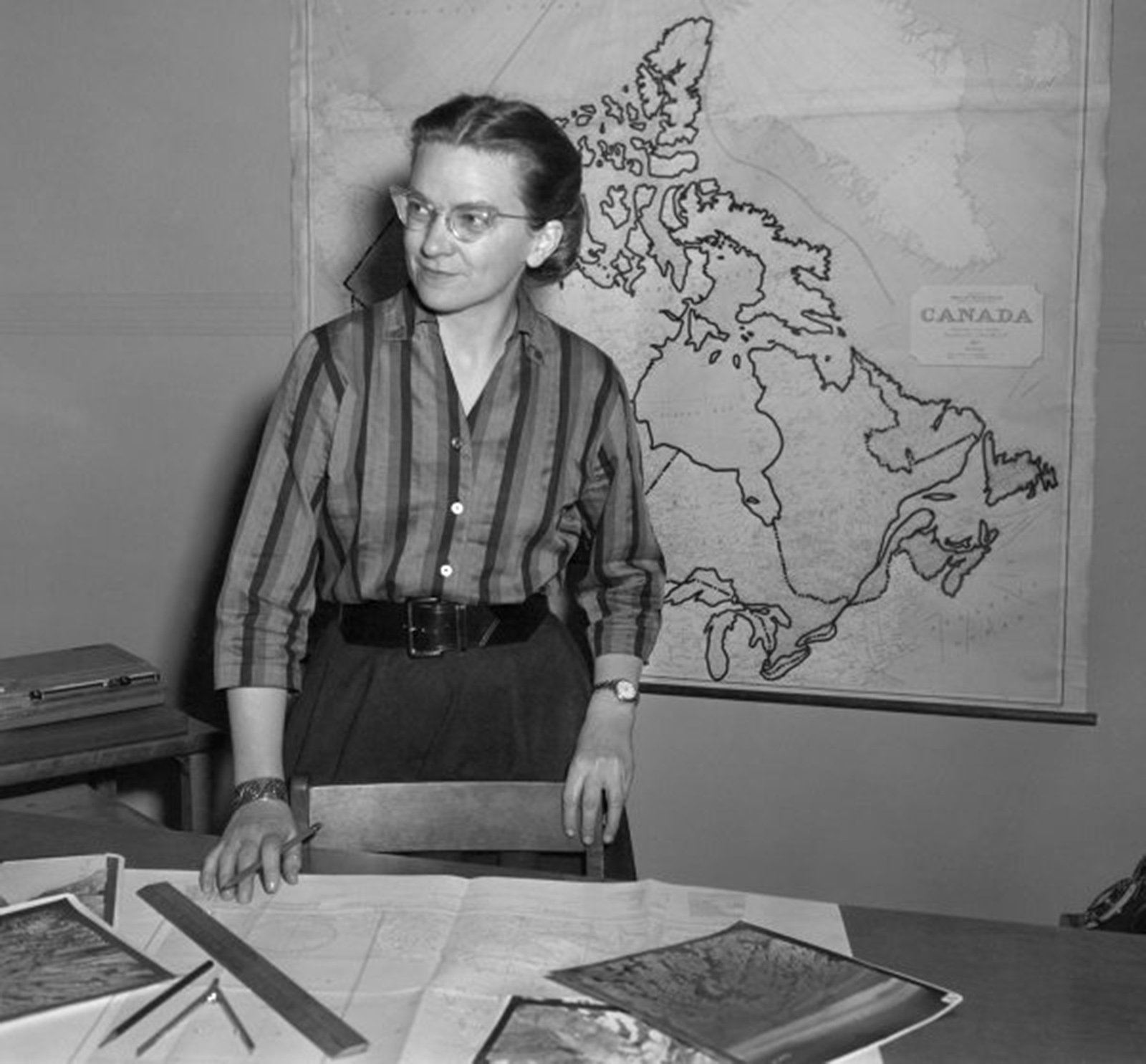
Moira Dunbar (undatiert)

Isobel Moira Dunbar OC FRSC (* 3. Februar 1918 in Edinburgh; † 22. November 1999 in Nepean, Ontario) war eine schottisch-kanadische Glaziologin, die als Expertin für die kanadische Arktis und für Meereis galt.

## Leben und Forschung
Moira Dunbar wurde 1918 im schottischen Edinburgh geboren. Ihr älterer Bruder war der spätere Ozeanograf Maxwell John Dunbar (1914–1995), ihr Vater war Anwalt. Teile ihrer Kindheit verbrachte sie in Stornoway auf den Äußeren Hebriden, in Strathpeffer und in Kilmarnock. Nach dem Besuch einer Mädchenschule in Edinburgh begann Dunbar ein Studium der Geografie am St Anne’s College der University of Oxford, das sie 1939 mit dem Erhalt des Bachelorgrades abschloss. Parallel spielte sie an der Universität Theater und entschloss sich nach Ende des Studiums, zunächst eine Karriere als Schauspielerin einzuschlagen, die sie während des Zweiten Weltkriegs auf die Bühnen des Londoner West End führte. Auch trat sie als Teil von tourenden Theatergruppen auf, die vor britischen Militärangehörigen in Kontinentaleuropa und auf Bühnen im gesamten Vereinigten Königreich auftraten. Zwei Jahre nach Kriegsende, 1947, beschloss sie, ihrem älteren Bruder nach Kanada zu folgen, wo sich dieser bereits als Ozeanograf einen Namen gemacht hatte. Seit einem Urlaub in Island von der Arktis fasziniert, nahm sie zunächst eine Stelle in der Arktisforschungabteilung der kanadischen Geheimdienste an. 1952 wechselte sie als wissenschaftliche Mitarbeiterin in die Arctic Research Section des Defence Research Board an, einer Forschungsabteilung des kanadischen Verteidigungsministeriums, die die kanadische Arktis besser erforschen sollte, um so die Verteidigungsfähigkeiten Kanada im Kalten Krieg zu verbessern.
Wenngleich sie als Frau in einem von Männern dominierten Forschungsfeld lange Zeit nicht als vollwertiges Mitglied angenommen wurde, war es diese Position, die die Grundlage für ihren Ruf als ausgesprochene Expertin für die Erforschung der Arktis legte. Zunächst aber waren ihr beispielsweise Reisen und Forschungsaufenthalte in die Arktis kaum bis gar nicht zugänglich, weil sie als Frau dazu nicht in der Lage gesehen wurde. Ihre Bewerbung um die Teilnahme auf einer Eisbrecherexpedition der Royal Canadian Navy wurde 1954 beispielsweise zunächst abgewiesen, weil Frauen auf Schiffen der Royal Canadian Navy grundsätzlich kein Zutritt erlaubt wurde. Erst nach sechsmonatigen Bemühungen gelang es ihr, doch noch einen Platz in der Expedition zu erhalten. Eine Alternativmöglichkeit waren Flüge über die Arktis, die sie daher bevorzugt für ihre Forschung nutzte. Gemeinsam mit der Pilotin Virginia Withington war sie 1951 die erste Frau, die über den Nordpol flog. Über die nächsten Jahre leistete sie Pionierarbeit für die Nutzung des Side-Looking-Airborne-Radar-Verfahrens für die Arktisforschung. 1956 veröffentlichte sie zusammen mit einem Kollegen, dem Piloten Keith Rogers Greenaway (1916–2010), die Monografie Arctic Canada from the Air, die auf Basis aktueller Luftbildfotografie eine umfassende Beschreibung der Landschaft der kanadischen Arktis lieferte. Andere Kapitel behandelten unter anderem das Wetter und die Luftfahrt in der Arktis sowie den Arktischen Ozean.
Parallel begann sie, sich intensiver mit Meereis auseinandersetzen und nahm 1957 ein einjähriges Studium des Russischen an der United States Army Language School auf, um sich die sowjetische Forschungsliteratur zu diesem Thema erschließen zu können. 1964 war sie Teil einer US-amerikanisch-kanadischen Forschungsdelegation, die nach Moskau reiste, um den Einsatz sowjetischer Eisbrecher zu studieren. Nach ihrer Rückkehr beteiligte sie sich an diversen nordamerikanischen Forschungsprojekten für verbesserte Eisbrecher; unter anderem koordinierte sie Versuche zur Nutzung von Luftkissenfahrzeugen sowie die Testfahrt des Eisbrecher-Öltankers Manhattan 1969. Gleichzeitig änderten sich in der kanadischen Arktisforschung langsam die Einstellungen gegenüber Frauen, wodurch ihr immer mehr Reisen in die kanadische Arktis auf Eisbrechern zugänglich wurden. 1972 konnte sie endlich einen längeren Forschungsaufenthalt antreten, während dem sie in einer Station auf Ellesmere Island mit Zeitrafferaufnahmen die Bewegung des Meereises im Robeson-Kanal dokumentierte. Die Ergebnisse ihrer Meereisforschung publizierte sie in diversen wissenschaftlichen Aufsätzen. Unter anderem beschäftigte sie sich mit der Fortbewegung von Meereis und entwickelte Verfahren, diese Bewegungen vorherzusagen. Auch klimatologische Aspekte bildeten einen Schwerpunkt ihrer Arbeit. Sie gehörte zu den ersten Forschern, denen die Beobachtung einer Polynja gelang. Ihre Arbeit trug daneben unter anderem dazu bei, die Terminologie in der Meereisforschung zu vereinheitlichen. Ferner war sie Co-Leiterin der ersten Studie, die erfolgreich Satellitenbilder zur Meereisbeobachtung nutzte. 1976 war sie zudem an einer Studie beteiligt, mit der die Oberfläche des arktischen Eises von Flugzeugen aus mit Lasertechnologie erfasst wurde, während parallel ein britisches Atom-U-Boot die Unterseite der Eisdecke über dem Arktischen Ozean erfasste.
Zuletzt mit verschiedenen wissenschaftlichen Ehrungen für ihre Arbeit bedacht, trat sie 1978 als zu diesem Zeitpunkt kommissarische Leiterin der Division of Earth Sciences – so mittlerweile der Name der früheren Arktisforschung-Abteilung des Defence Research Boards – in den Ruhestand. Ihren Lebensabend verbrachte sie in der ländlichen Gemeinde Dunrobin nach Ottawa. Auch nach ihrem Eintritt in den Ruhestand blieb sie bis zu einem gewissen Grad in der Forschung aktiv, widmete sich aber auch hobbymäßig der Landwirtschaft und der Lokalgeschichte. Sie starb im November 1999 im Alter von 81 Jahren in Nepea, einem Vorort von Ottawa. Sie war unverheiratet und hinterließ eine Schwester. Einigen Grundbesitz nahe der nordirischen Stadt Limavady vermachte sie der Stiftung der Queen’s University Belfast.

## Ehrungen
- 1971: Centennial Award des Canadian Meteorological Service[1]
- 1972: Massey Medal der Royal Canadian Geographical Society[1]
- 1973: Fellow der Royal Society of Canada[1]
- 1976: Officer des Order of Canada[3]

2023 benannte die Zweigstelle Ottawa der Defence Research and Development Canada, der Nachfolgeinstitution des Defence Research Boards, einen Konferenzraum nach Dunbar.

## Werke
- mit Keith Rogers Greenaway: Arctic Canada from the Air. Defence Research Board, Ottawa 1956.